# هاري بالدوين
هاري بالدوين (بالإنجليزية: Harry Baldwin)‏ هو لاعب كرة قدم بريطاني في مركز حراسة المرمى، ولد في 17 يوليو 1920 في برمنغهام في المملكة المتحدة، وتوفي في 28 أكتوبر 2010. لعب مع برايتون أند هوف ألبيون.